# Troy Trojans
Troy Trojans – nazwa drużyn sportowych Troy University, biorących udział w akademickich rozgrywkach w Sun Belt Conference, organizowanych przez National Collegiate Athletic Association. 

## Sekcje sportowe uczelni

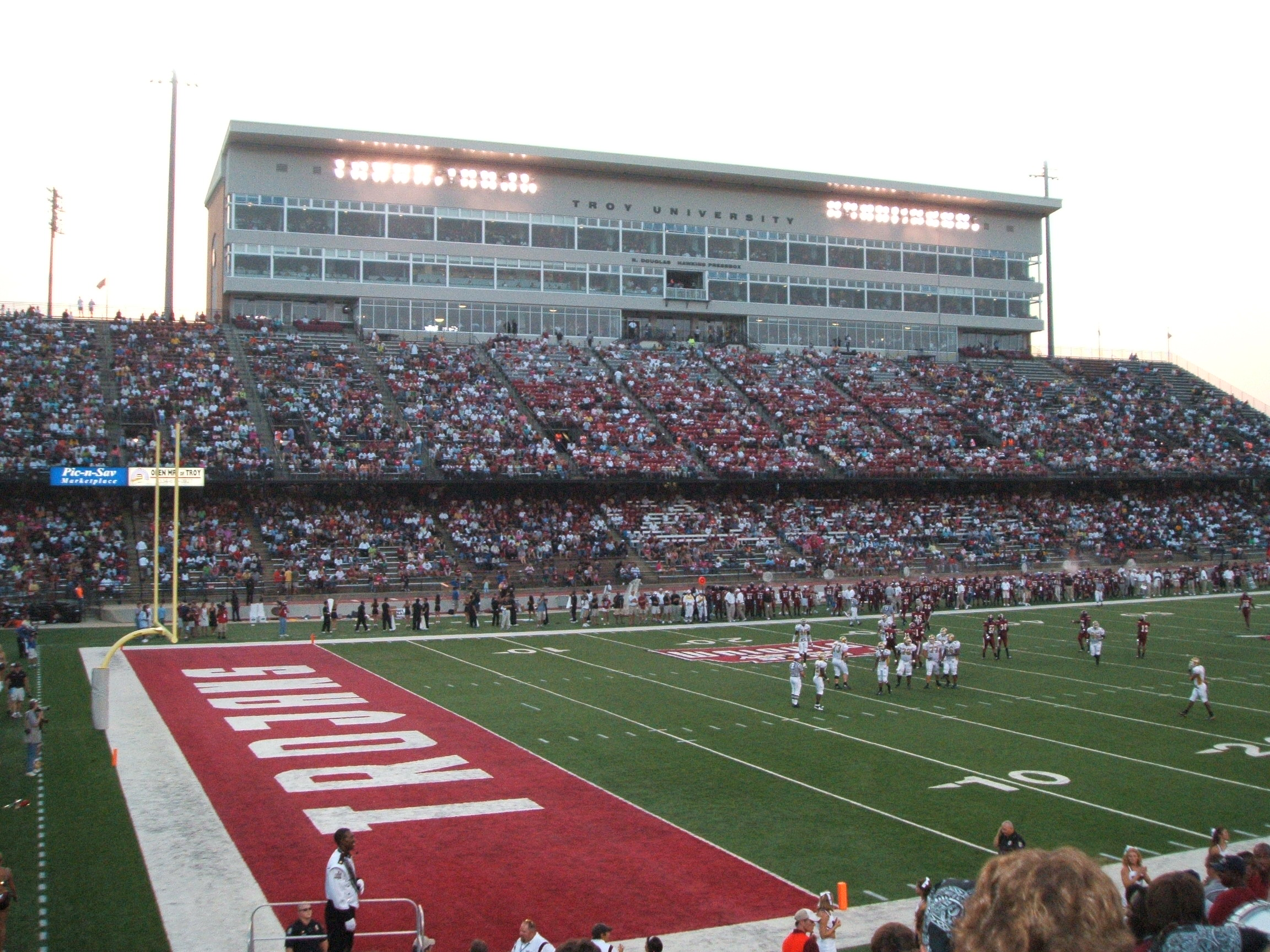
Veterans Memorial Stadium.

| Mężczyźni - baseball - futbol amerykański - golf - koszykówka - lekkoatletyka - tenis | Kobiety - bieg przełajowy - golf - koszykówka - lekkoatletyka - piłka nożna - siatkówka - softball - tenis |

## Obiekty sportowe
- Veterans Memorial Stadium – stadion futbolowy o pojemności 30 000 miejsc[1]
- Trojan Arena – hala sportowa o pojemności 5200 miejsc, w której odbywają się mecze koszykówki i siatkówki[2]
- Riddle-Pace Field – stadion baseballowy[3]
- Jesse H. Colley Track/Soccer Complex – stadion wielofunkcyjny, na którym odbywają się zawody lekkoatletyczne i mecze piłkarskie[4]
- Troy Softball Complex – stadion softballowy[5]
- Jimmy C. Lunsford Tennis Complex – korty tenisowe[6]